# Aeroporto di Roxas
L'aeroporto di Roxas (tagallo: Paliparan ng Roxas) (IATA: RXS, ICAO: RPVR), definito come principale di classe 1 dalle autorità dell'aviazione civile filippina, è un aeroporto filippino situato sul lato nord dell'isola di Panay nella regione di Visayas Occidentale, nella provincia di Capiz, alla perfiferia nord della città di Roxas. La struttura è dotata di una pista di asfalto lunga 1890 m, l'altitudine è di 3 m, l'orientamento della pista è RWY 14-32.
L'aeroporto è aperto al traffico commerciale.